# 670-es évek
Évszázadok: 6. század – 7. század – 8. század
Évtizedek: 620-as évek – 630-as évek – 640-es évek – 650-es évek – 660-as évek – 670-es évek – 680-as évek – 690-es évek – 700-as évek – 710-es évek – 720-as évek
Évek: 670 671 672 673 674 675 676 677 678 679